# Simeon Bar Jokaj
Simeon Bar Jokaj (hebrejsko רשב), judovski rabin in modrec, ki je živel na območju Izraela v času rimskega imperija. Domneva se, da je avtor dela Zohar, najpomembnejšega kabalističnega dela. V Mišni je krajše poimenovan kot »Rabin Simeon«.

## Kritika Rimljanov
Talmud navaja, da je bil Bar Jokaj kritik rimske oblasti, zaradi česar se je v izogib smrtni kazni in preganjanju, trinajst let s sinom skrival v jami. Preživela naj bi zato, ker je v bližini votline čudežno zrasel rožičevec in se pojavil studenec. Čez dan sta oče in sin navadno sedela zakopana v pesek, da se jima ne bi obrabila obleka in preučevala Postavo,  Toro. Ko je rimski cesar, ki je hotel Simeona kaznovati s smrtjo umrl, sta se s sinom vrnila v civilizacijo.

## Delo
Med skrivanjem v jami, naj bi ju obiskoval prerok Elija in ju učil nebeških skrivnosti. Kabalisti menijo, da so njegovi zapisani nauki zbrani v Zoharju, s čimer je Bar Jokaj domneven avtor dela.
Legenda pripoveduje, da se je po vrnitvi v civilizacijo močno razburil ob odkritju, da veliko navadnih Judov ne preučuje Tore. S plamenečimi pogledi naj bi zažigal svet okoli svet in da se je upostošenje nehalo, se je za leto dni vrnil v votlino. Kasneje naj bi deloval kot učitelj, privržencem pa je odkrival mistične skrivnosti.